# 朗格瓦尔
朗格瓦尔（德語：Langewahl）是德国勃兰登堡州的市镇，隶属于奥得-施普雷县，总面积为13.27平方千米，截至2020年总人口为860人。